# ヒーローズ (宝塚歌劇)
『ヒーローズ』は宝塚歌劇団によって制作された舞台作品。花組公演。宝塚・東京、1987年4・5月の地方公演は20場。作・演出は三木章雄。宝塚・東京、4・5月の地方公演・福岡の併演作品は『真紅なる海に祈りを』、10・11月の地方公演は『琥珀色の雨にぬれて』。タカラの着せ替え人形バービーのジェニーへの改名キャンペーンとのタイアップ作品。

## 公演期間と公演場所
- 1986年6月27日 - 8月6日　宝塚大劇場[1]
- 1986年11月3日 - 11月30日　東京宝塚劇場[2]
- 1987年4月16日 - 4月29日　地方公演[3]（4月16日・大津、18日・市川、19日・綾瀬、21日・川崎、22日・前橋、24日・浦和、25日・郡山、26日・仙台、28日・浜松、29日・犬山）
- 1987年5月1日 - 5月5日　福岡市民会館[3]
- 1987年5月7日・8日　地方公演[3]（久留米）
- 1987年10月17日 - 11月8日　地方公演[3]（10月17日・松阪、18日・刈谷、19日・野洲、21日・習志野、23日・柏崎、24日・加茂、25日・弥彦、27日・本庄、28日・日野、29日・調布、31日・徳山、11月1日・広島、2日・岡山、4日・福山、6日・江南、7日・尾張旭、8日・奈良）

## スタッフ（1986年 宝塚・東京）
氏名の後ろに「宝塚」、「東京」の文字がなければ両劇場共通。
- 作曲・編曲：寺田瀧雄[1]・高橋城[1]・筒井広志[1]
- 音楽指揮：橋本和明（宝塚[1]）、北沢達雄（東京[2]）
- 振付：司このみ[1]・朱里みさを[1]・県洋二[1]・謝珠栄[1]
- 装置：大橋泰弘[1]
- 衣装：任田幾英[1]
- 照明：今井直次[1]
- 小道具：榎本満春[1]
- 効果：林康彦[1]
- 音響監督：松永浩志[1]
- 演出助手：小池修一郎[1]・谷正純[1]
- 舞台進行：西原徳充[1]
- 制作：田中拓助[1]
- 製作担当：柏原正一（東京[2]）

## 主な配役（1986年 宝塚・東京）
- ライダー男S、囚人、闘牛士、デューク・エリントン、紳士、ヒーロー1 - 高汐巴[1]
- ライダー男S、王子、ベニー・グッドマン、紳士S、ソルジャーS、パレードの歌手 - 大浦みずき[1]
- ライダー女S、ジェニー、淑女、ヒロイン1 - 秋篠美帆[1]
- 付き人 - 月丘千景[1]
- ライダーS、歌手、紳士S、ヒーロー2 - 朝香じゅん[1]
- ヤンキー娘、ヒーロー3 - 瀬川佳英[1]
- 歌手 - 青柳有紀[1]
- ライダー女S、純白のバラ、ヒロイン3 - ひびき美都[1]
- ヒーロー4 - 幸和希[1]
- ヒロイン4 - 梢真奈美[1]
- ライダー女S、少女、ヒロイン2 - 水原環[1]
- 新紅のバラ、ヒロイン - 藍えりな[1]